# آرسلانوو
آرسلانوو (به لاتین: Arslanovo) یک منطقهٔ مسکونی در روسیه است که در باشقیرستان واقع شده‌است.